# Saxifrage à feuilles en languette
Saxifraga callosa
Espèce
Classification phylogénétique
La Saxifrage à feuilles en languette (Saxifraga callosa) est une espèce de plantes à fleurs de la famille des Saxifragacées. C'est une plante herbacée endémique du sud de l'Europe et présente en Provence et en Ligurie.

## Description

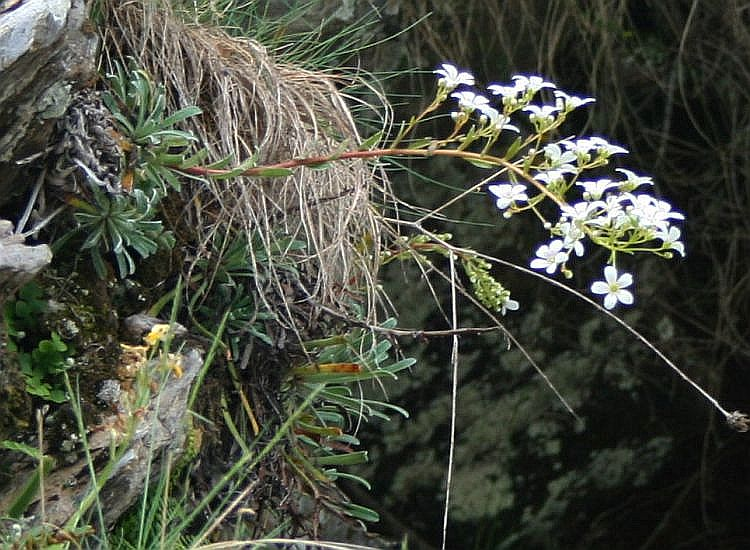
Saxifraga callosa.

Plante haute de 20 à 60 cm, tige non velue, glanduleuse ; feuilles disposées en rosette à la base, étroites, allongées, ponctuées sur les bords de pores bordés de dépôts calcaires blancs ; fleurs blanchâtres, à 5 pétales, regroupées en inflorescences très fournies.

## Habitat
Rochers calcaires ombragés entre 1 100 et 2 500 m.

## Taxonomie
Sous-espèces :
- Saxifraga callosa subsp. callosa
- Saxifraga callosa subsp. catalaunica